# Кызылкупер
Кызылкупер (баш. Ҡыҙылкүпер) — деревня в Кушнаренковском районе Республики Башкортостан Российской Федерации. Входит в состав Горьковского сельсовета.

## География

### Географическое положение
Расстояние до:
- районного центра (Кушнаренково): 29 км,
- центра сельсовета (Иликово): 3 км,
- ближайшей ж/д станции (Уфа): 87 км.

## Население
| 2002 | 2009 | 2010 |
| ---- | ---- | ---- |
| 117  | ↘93  | ↘82  |

Национальный состав
Согласно переписи 2002 года, преобладающие национальности — татары (97 %).